# Hählgans
Hählgans ist ein Teil des Bad Hersfelder Stadtteils Allmershausen im nordhessischen Landkreis Hersfeld-Rotenburg.

## Geographie
Der Hof Hählgans liegt auf 242 m ü. NN im südlichen Teil des Geisbachtal, südlich von Gittersdorf und westlich der Stellerskuppe im Kirchheimer Bergland. 

## Geschichte
Hählgans wurde erstmals 1366 als Dorf Algans erwähnt. Weitere historisch belegte Namen waren Ailgans (1392), Maylgans (1395), Malgans (1485) und Hehlgans (1673) bevor der Name Hählgans 1895 erstmals als Hof in der Gemeinde Allmershausen erwähnt wurde.  
Am Ende des Dreißigjährigen Krieges gab es in Hählgans nur noch einen Bauernhof, 1895 wurden 19 Einwohner gezählt.
Das Dorf stand den von Hattenbach als Lehen zu, doch sie verpfändeten es 1395. 1485 erwarb die Michaelskapelle auf dem Frauenberg bei Hersfeld die damalige Wüstung erblich.